# NK Inker Zaprešić (2022.)
Nogometni klub Inker Zaprešić hrvatski je nogometni klub iz Zaprešića. Trenutačno se natječe u 3. NL – Centar.
Osnovan je 2022. kao nasljednik Nogometnog kluba Inter Zaprešić, bivšeg prvoligaša i osvajača Hrvatskoga nogometnoga kupa. Klub ima 14 omladinskih ekipa, a seniorska se od sezone 2023./24. ponovno natječe.

## Ime
Ime NK Inker Zaprešić klub je dobio po imenu koje je nosio NK Inter Zaprešić od 1991. do 2003.

## Vanjske poveznice
- Profil, HNS semafor